# Frans Andriessen
Frans Andriessen   (Utrecht, 2 d'abril de 1929 - De Bilt, 22 de març de 2019) va ser un polític neerlandès, Vicepresident de la Comissió Europea entre 1985 i 1993.

## Biografia
Va néixer el 2 d'abril de 1929 a la ciutat d'Utrecht, població situada al Randstad.

## Activitat política
Membre del Katholieke Volkspartij (KVP), en fou el seu líder entre 1971 i 1977 i fou escollit membre de la Tweede Kamer, nom amb el qual es refereix a la cambra baixa del país per primer cop l'any 1967. L'any 1977 fou nomenat Ministre de Finances pel Primer ministre dels Països Baixos Dries van Agt, càrrec que ocupà fins al 1980, moment en el qual decidí abandonar aquest partit per ingressar a la Christen Democratisch Appèl (CDA).
El 6 de gener de 1981 fou nomenat Comissari Europeu en la Comissió Thorn responsable de Relacions amb el Parlament i de la Competència. En la formació de la Comissió Delors I, el gener de 1985, fou nomenat Vicepresident i Comissari Europeu d'Agricultura i d'Assumptes Pesquers, passant a ser Comissari Europeu de Relacions Exteriors i Comerç en la Comissió Delors II, alhora que mantenia la vicepresidència de la instutució. Abandonà la política europea el gener de 1993.